# مذهب در سری‌لانکا
مذهب در سریلانکا - ۲۰۱۱

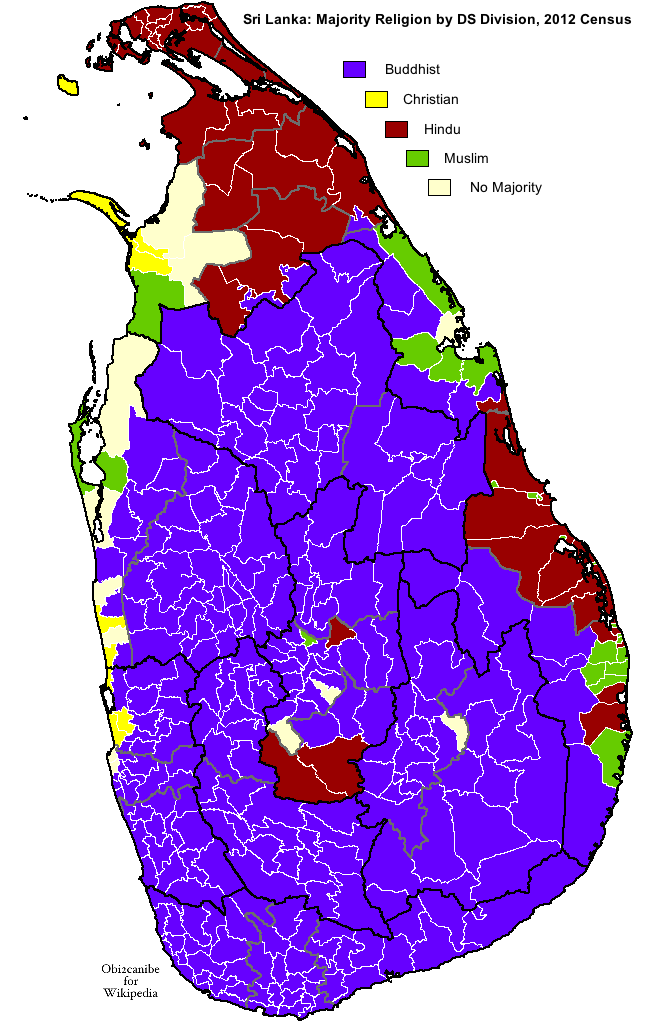
نقشه سریلانکا، براساس سرشماری سال ۲۰۱۱

مردم سریلانکا آیین‌های مختلفی دارند. از سرشماری سال ۲۰۱۱، ۷۰٫۱ درصد از سریلانکاها بودایی‌های تروداه، ۶/۱۲ درصد هندوها، ۹/۹ درصد مسلمانان (عمدتاً اهل سنت) و ۶٫۲ درصد کاتولیک رومی و ۱٫۴ درصد دیگر بودند. بوداییسم مذهبی رسمی سریلانکا به حساب می‌آید و در قانون اساسی سریلانکا امتیازات ویژه ای برای بودایی‌ها لحاظ شده‌است. با این حال، قانون اساسی همچنین آزادی دین و حق برابری را در بین همه شهروندانش فراهم می‌کند. در سال ۲۰۰۸، بر اساس نظرسنجی گالوپ، سریلانکا سومین کشور مذهبی جهان بود که ۹۹٪ از سریلانکا گفتند دین بخش مهمی از زندگی روزمره آنها است.

## توزیع گروه‌های اصلی مذهبی در کشور

داده‌ها از سرشماری سال‌های ۱۹۸۱ و ۲۰۰۱
بودایی‌ها
هندوها
مسیحیان
مسلمانان

 سرشماری که در سال ۲۰۰۱ انجام شد فقط ۱۸ منطقه را شامل می‌شد. در سایر مناطق از آمارهای سال ۱۹۸۱ استفاده شده‌است که طبیعتاً به دلیل تغییرات جمعیتی این آمار اعتبار کمتری دارد 

داده‌های از سرشماری سال ۲۰۱۱
بودایی‌ها
هندوها
مسلمانان
مسیحیان

## بودیسم

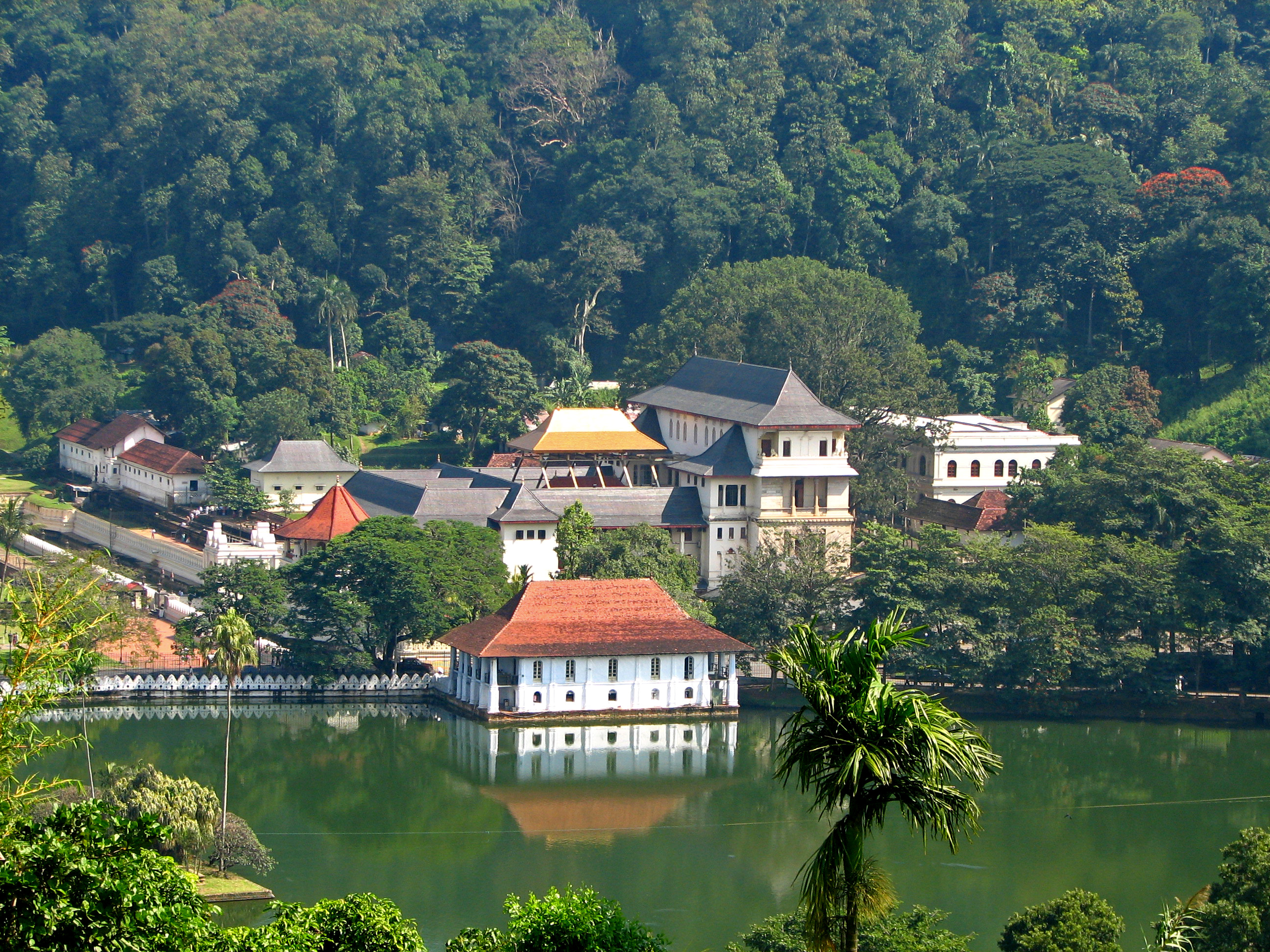
نمای خارجی معبد مقدس دندان در کندی.

بودا ترواده دین رسمی سریلانکا است که حدود ۷۰٫۱٪ از جمعیت این کشور را به عنوان پیرو تشکیل می‌دهند. Arahath Mahinda، پسر آشوکا امپراتور بودایی هند، مأموریت بنیان‌گذار پادشاهی سریلانکا در سال ۲۴۶ قبل از میلاد را از پدر داشت. Arahath Sanghamitra، دختر پادشاه آشوکا، یک نهال درخت بودا از بودا گایا به سریلانکا آورد. او همچنین اولیه صومعه بودایان را در سریلانکا تأسیس کرد. نهال درخت بودا، معروف به جیا سری، ماها بدی در پارک Mahameghavana در Anuradhapura توسط شاه Devanampiya Tissa کاشته شد.
از آن پس، خانواده‌های سلطنتی مشوق گسترش بودیسم شدندن و به مبلغین بودایی و ساختن صومعه‌ها کمک مالی می‌کردند. در حدود ۲۰۰ سال قبل از میلاد مسیح، بودیسم مذهب رسمی سری لانکا شد. یادگار مقدس دندان در سال ۴ توسط شاهزاده دانتا و شاهزاده خانم همامالا به سریلانکا آورده شد. سری لانکا طولانی‌ترین تاریخ مداوم حضور بودایسم را نسبت هر کشور بودایی دیگر را دارد. در دوره افول، سلسله بومادران سریلانکا از طریق تماس با میانمار و تایلند مجدد این آیین در آنجا احیا شد. اما بعدها، تأثیرات استعماری هندو و اروپا به سقوط بودیسم در سریلانکا منجر گردید. دین بودا در ابتدا در هند آغاز شد، که اکنون محل اکثر پیروان هندوئیسم است.
در اواسط قرن 18th، سلسله از راهبان بودایی موسوم به Upasampada، با کمک راهبان بودایی سیامزی امتیازات و جایگاهی را که توسط Weliwita Sri Saranankara Thero در زمان سلطنت پادشاه Kirti Sri Rajasinha از Kandy از دست داده بودند را احیا کردند.. در اواسط قرن نوزدهم، رهبران بودایی مانند Migettuwatte Gunananda Thera , Hikkaduwe Sri Sumangala Thera، سرهنگ Henry Henry Olcott و Anagarika Dharmapala یک جنبش ملی موفق بودایی موفق شدند مجدد بودایسم را در سریلانکا احیا نمایند.

## هندوئیسم

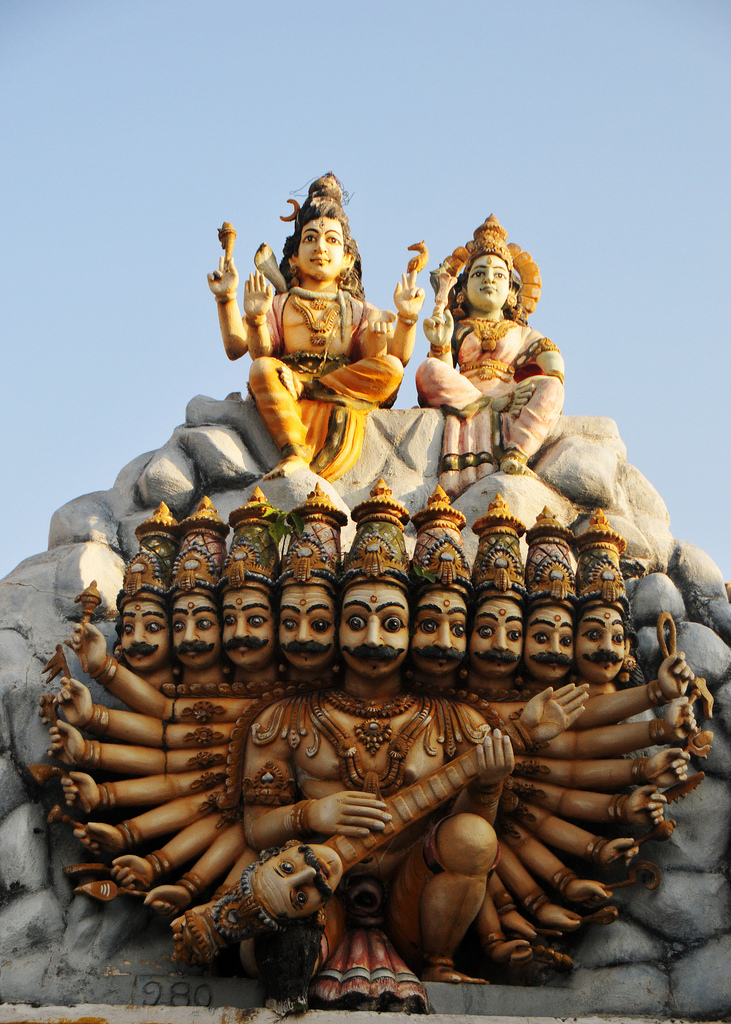
مجسمه راوانا در معبد کونسوارام.

هندوها ۱۲٫۶٪ از جمعیت سریلانکا را تشکیل می‌دهند. منشأ دین با مهاجرت اولیه تامیل به جزیره از زمان فتوحات چولا در قرن دهم یا حتی قبل از آن با جنبش سیویتی هند جنوبی آغاز شده‌است.
هندوئیسم در سریلانکا عمدتاً با جمعیت تامیل مشخص می‌شود و در استان‌های شمالی، شرقی و مرکزی متمرکز است. از زمان سرشماری سال ۱۹۸۱ به دلیل مهاجرت سریلانکاها به خارج از کشور و بازگشت تامیل‌های هندی، جمعیت آنها کاهش یافته‌است.
شخصیت برجسته مذهبی هندو در تاریخ مدرن سریلانکا Satguru Siva Yogaswami از جافنا است. یوگاسوامی یکی از عارفان قرن بیستم، یوگاسوامی مرجع و رهبر چند میلیون نفر تامیل هندو سیریلانکا بود.

## اسلام

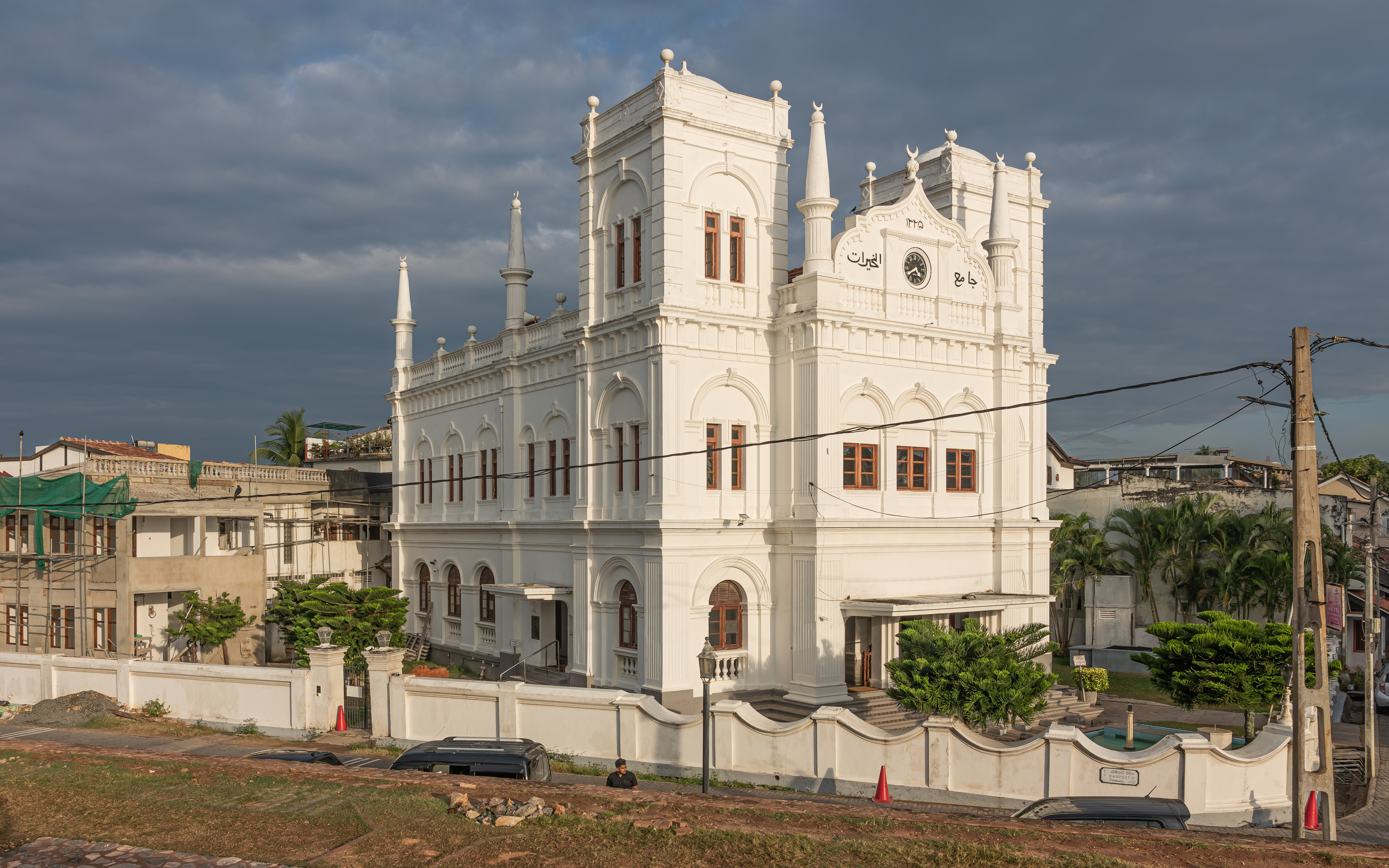
مسجدی در گال.

تا قرن هفتم میلادی، بازرگانان اعراب بخش عمده تجارت در اقیانوس هند از جمله تجارت سریلانکا را در کنترل داشتند. بسیاری از این بازرگانان با مشوق گسترش اسلام در سریلانکا بودند. با این حال، هنگامی که پرتغالی‌ها در طول قرن شانزدهم به سریلانکا رسیدند، بسیاری از فرزندان مسلمان اعراب تحت آزار و اذیت و آزار و اذیت قرار گرفتند، بنابراین آنها را مجبور به مهاجرت به ارتفاعات مرکزی و سواحل شرقی کردند.
در دوران مدرن، مسلمانان در سریلانکا اداره امور دینی و فرهنگی خود را دارند که در دهه ۱۹۸۰ برای جلوگیری از منزوی شدن جامعه مسلمانان از بقیه سریلانکا تأسیس کردند. امروزه، در حدود ۹٫۷٪ از سریلانکا به اسلام پایبند هستند. بیشتر از جوامع قومی مور و مالایی در این جزیره بودند.

## مسیحیت

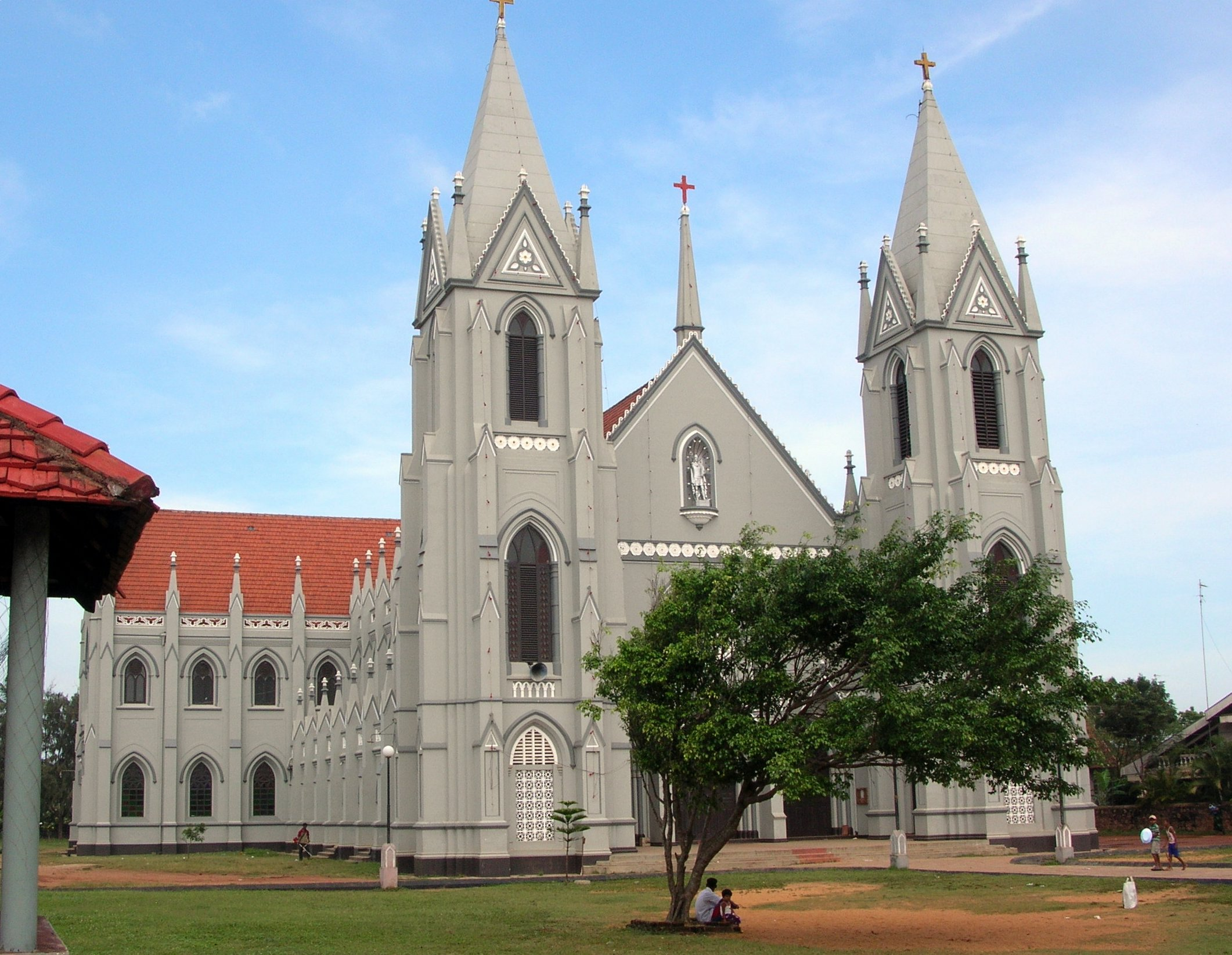
کلیسای سنت سباستین در نگمبو.

طبق یک سنت مسیحی، مسیحیت توسط توماس رسول در سریلانکا (و همچنین هند) در طول قرن اول معرفی شد. اولین مدرک مسیحیت در سریلانکا، روایتی در توپوگرافی مسیحی در قرن ششم است، که می‌گوید جامعه ای از نستورهای ایرانی در این جزیره زندگی می‌کردند. صلیب آنورادپورا، که در سال ۱۹۱۲ کشف شد، احتمالاً یادگار این جامعه است. با این حال، جمعیت مسیحیان در سریلانکا تا زمان ورود مبلغین پرتغالی در قرن پانزدهم چنان زیاد نبود. در قرن هفدهم هلندی‌ها سریلانکا را به اشغال کردند و مبلغین هلندی توانستند تا سال ۱۶۲۲ ۲۱٪ از جمعیت سریلانکا را به دین مسیحیت بگروانند.
در سال ۱۷۹۶ هلندی‌ها توسط انگلیسی‌ها جایگزین شدند و کنترل کشور را بدست گرفتند و در ۱۸۰۲ مستعمره انگلستان شد. در اوایل قرن نوزدهم، هنگامی که انگلیسی‌ها کنترل سریلانکا را از هلندی‌ها گرفتند، وارد انگلیس و سایر مبلغان پروتستان به سریلانکا شروع شد. تحت حاکمیت انگلیس، کار مبلغین توسط جامعه‌های انگلیسی انجام شد: باپتیست، وسلیان متدیست، CMS و SPG. ارتش نجات و شاهدان یهوه نیز در سریلانکا حضور دارند.
درصد مسیحیان به تدریج از سقف ۱۰٪ در سال ۱۸۹۱ به ۷/۶٪ در آخرین سرشماری کاهش یافت. تعداد آنها در سال ۲۰۱۲ درحدود ۱٫۵۵۲ میلیون نفر در جمعیتی بالغ بر ۲۰٫۶۵۰ میلیون نفری کشور برآورد شده‌است. درصد بودائیان از ۶۲٪ به ۷۰٪ و مسلمانان از ۷٫۵٪ به ۹٫۷٪ در حالی که درصد هندوها از ۲۱٪ به ۱۲٫۵٪ کاهش یافته‌است. تا دهه ۱۹۸۰، جمعیت مسیحیان بیشتر در شمال غربی سریلانکا و پایتخت متمرکز بودند که در آن ۱۰٪ از جمعیت بودند. از این مسیحیان، حدود ۸۵٪ کاتولیک رومی و بقیه آنگلیانس، متدیست و سایر پروتستان‌ها هستند.

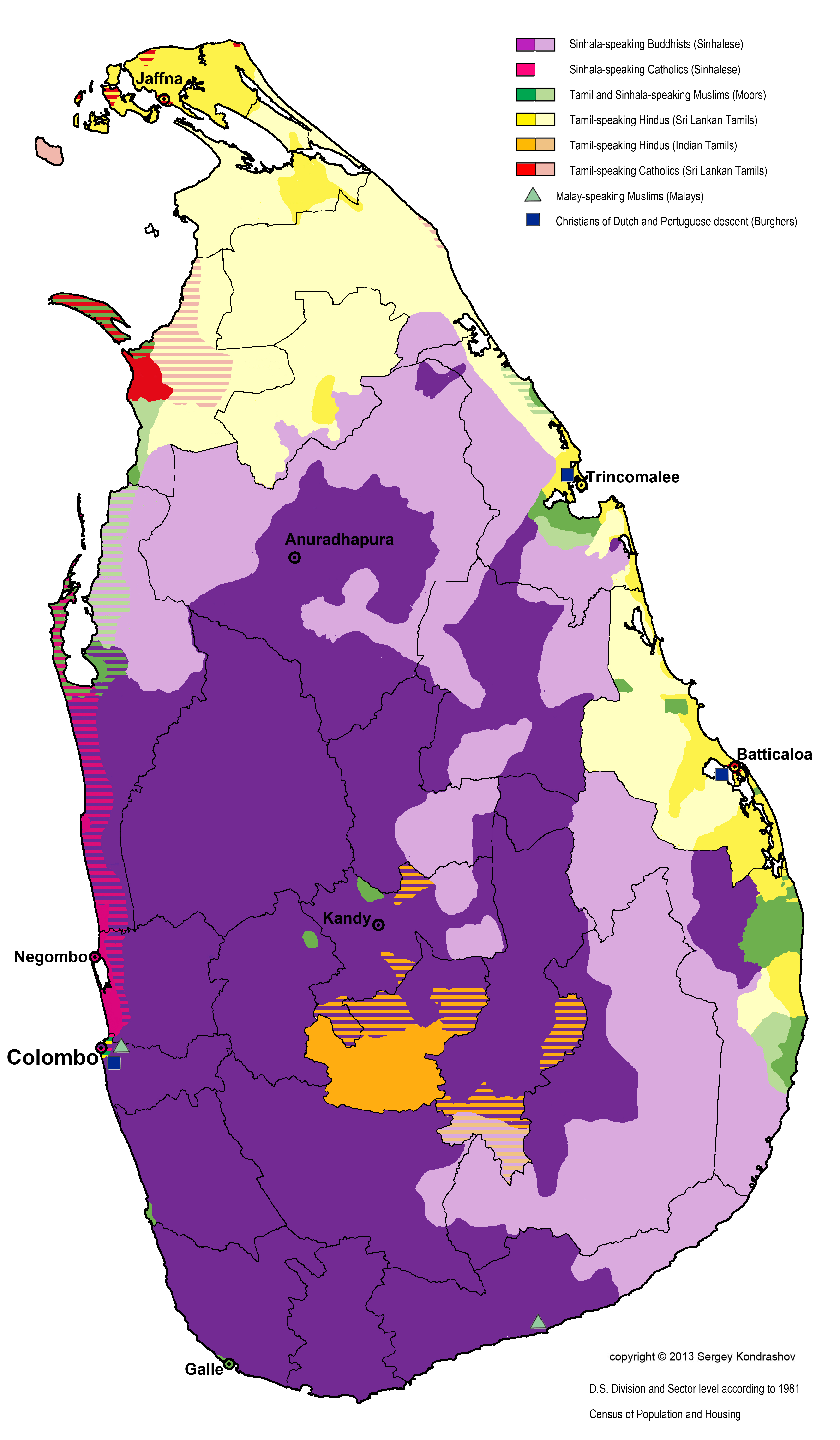
توزیع زبان‌ها و گروه‌های مذهبی سریلانکا طبق سرشماری سال ۱۹۸۱ نفوس و مسکن.